# Peter Robertson
Peter John Robertson (Melbourne, 17 de febrero de 1976) es un deportista australiano que compitió en triatlón.
Ganó cinco medallas en el Campeonato Mundial de Triatlón entre los años 2000 y 2005, y dos medallas en el Campeonato de Oceanía de Triatlón, en los años 2000 y 2006. Además, obtuvo una medalla de plata en el Campeonato Europeo de Ironman 70.3 de 2014.

## Palmarés internacional
| Campeonato Mundial    | Campeonato Mundial         | Campeonato Mundial | Campeonato Mundial |
| Año                   | Lugar                      | Medalla            | Prueba             |
| --------------------- | -------------------------- | ------------------ | ------------------ |
| 2000                  | Perth (Australia)          | Medalla de plata   | Individual         |
| 2001                  | Edmonton (Canadá)          | Medalla de oro     | Individual         |
| 2002                  | Cancún (México)            | Medalla de plata   | Individual         |
| 2003                  | Queenstown (Nueva Zelanda) | Medalla de oro     | Individual         |
| 2005                  | Gamagori (Japón)           | Medalla de oro     | Individual         |
| Campeonato de Oceanía |                            |                    |                    |
| Año                   | Lugar                      | Medalla            | Prueba             |
| 2000                  | Gisborne (Nueva Zelanda)   | Medalla de oro     | Individual         |
| 2006                  | Geelong (Australia)        | Medalla de plata   | Individual         |

| Campeonato Europeo | Campeonato Europeo   | Campeonato Europeo | Campeonato Europeo |
| Año                | Lugar                | Medalla            | Prueba             |
| ------------------ | -------------------- | ------------------ | ------------------ |
| 2014               | Wiesbaden (Alemania) | Medalla de plata   | Individual         |